# Граф де Майорга
Граф де Майорга — испанский дворянский титул. Он был создан в 1381 году королем Кастилии Хуаном I для Педро де Лара (1348—1384). После его смерти во время осады Лиссабона в 1384 году титул прервался.
До 20 июля 1385 года король Хуан I присвоил графский титул Хуану Альфонсо Тельес Менесесу, 6-му графу де Барселуш, умершему в 1385 году в битве при Алжубарроте.
В 1386 году король Кастилии Хуан I пожаловал титул своему младшему сыну инфанту Фернандо (1380—1416), будущему королю Арагона Фердинанду I. Позднее Фердинанд уступил графский титул своему второму сыну, инфанту Хуану (1398—1479), будущему королю Арагона и Сицилии (1458—1479). В 1430 году графский титул был конфискован кастильской короной.
В 1435 году король Кастилии Хуан II восстановил графский титул для Хуана Алонсо Пиментеля и Энрикеса (ок. 1410 − 1437), старшего сына Родриго Алонсо Пиментеля (? — 1440), 2-го графа де Бенавенте. Ещё в 1430 году после кастильско-арагонского перемирия в Махано король Кастилии предоставил виллу Майорга Родриго Алонсо Пиментелю, который уступил её своему старшему сыну.
Титул графа де Майорга традиционно носили наследники герцогства Бенавенте при жизни своего отца.
Название графского титула происходил от названия муниципалитета Майорга, провинция Вальядолид, автономное сообщество Кастилия и Леон.

## Графы де Майорга
1. Педро де Лара[исп.] (1348—1384), внебрачный сын Хуана Нуньеса де Лары (ок. 1315—1350), сеньора де Лара и Бискайя, и Майор де Легисамон
2. Хуан Альфонсо Тельес де Менесес (? — 1385), сын Мартина Альфонсо Тельеса де Менесеса (? — 1356) и Альдонсы Анес де Васконселос
3. Инфант Фернандо (1380—1416), будущий король Арагона Фердинанд I (1412—1416), младший сын короля Хуана I Кастильского и Элеоноры Арагонской.
4. Инфант Хуан (1398—1479), будущий король Арагона и Сицилии Хуан II (1458—1479), второй сын Фернандо I Арагонского и Элеоноры д’Альбукерке.

## Графы де Майорга (наследственный титул)
1. Хуан Алонсо Пиментель и Энрикес[исп.] (ок. 1410—1437), 1-й граф де Майорга. Старший сын Родриго Алонсо Пиментеля (1378—1440), 2-го графа де Бенавенте, и Леонор Энрикес де Мендосы
2. Алонсо Пиментель и Энрикес (1422—1461), 2-й граф де Майорга. Младший брат предыдущего, второй сын Родриго Алонсо Пиментеля (1378—1440), 2-го графа де Бенавенте, и Леонор Энрикес де Мендосы
3. Родриго Алонсо Пиментель (1441—1499), 3-й граф де Майорга, 1-й герцог де Бенавенте. Старший сын предыдущего и Марии де Киньонес и Португаль
4. Луис Пиментель и Пачеко[исп.] (ок. 1467—1497), 4-й граф де Майорга. Старший сын предыдущего и Марии Пачеко и Портокарреро
5. Алонсо Пиментель и Пачеко (ок. 1470—1572), 5-й граф де Майорга, 2-й герцог де Бенавенте. Младший брат предыдущего
6. Антонио Алонсо Пиментель и Эррера де Веласко (ок. 1514—1574), 6-й граф де Майорга, 3-й герцог де Бенавенте. Старший сын предыдущего и Анны де Веласко и Эррера
7. Луис Алонсо Пиментель и Эррера де Веласко (? — 1576), 7-й граф де Майорга, 4-й герцог де Бенавенте. Старший сын предыдущего и Марии Луизы Тельес-Хирон и Энрикес, 1-й герцогини де Уэскар.
8. Хуан Алонсо Пиментель де Эррера (ок. 1550—1621), 8-й граф де Майорга, 5-й герцог де Бенавенте. Младший брат предыдущего.